# Joseph Shabalala
Joseph Siphatimandla Shabalala (Ladysmith, 28 agosto 1940 – Pretoria, 11 febbraio 2020) è stato un cantante e musicista sudafricano.

## Biografia
Fu fondatore e direttore musicale del gruppo Ladysmith Black Mambazo. 
Nel 1986 collaborò con Paul Simon alla registrazione di alcuni brani dell'album Graceland, che ebbe un grande successo di vendite e di critica in tutto il mondo. Assieme a Paul Simon compose due brani dell'album: Diamonds on the Soles of Her Shoes e Homeless.